# Omar Boutayeb
Omar Boutayeb (arab. ‏عمر بوطيب‎; ur. 19 kwietnia 1994 w Casablance) – marokański piłkarz, grający na pozycji obrońcy. W sezonie 2021/2022 zawodnik Jeunesse Sportive de Soualem.

## Kariera klubowa
Wychowanek Rai Casablanca. Do pierwszego zespołu przebił się 1 lipca 2013 roku. Nie występował początkowo w pierwszym składzie. 
1 sierpnia 2014 roku trafił do Youssoufii Berrechid na zasadzie wypożyczenia. Do największego miasta Maroka powrócił 30 czerwca 2015 roku.
Wtedy po raz pierwszy wystąpił w pierwszej drużynie. 4 października 2015 roku Mouloudii Wadżda, wygranym 0:1. W sezonie 2017/2018 zaliczył pierwszą asystę – 29 sierpnia 2017 roku asystował w spotkaniu przeciwko Kawkabowi Marrakesz, wygranym 4:0. Omar Boutayeb asystował wtedy przy bramce Mouhssina Iajoura na 2:0. W sezonie tym asystował trzykrotnie. Pierwszą bramkę strzelił 25 sierpnia 2018 roku, w meczu przeciwko Chababowi Rif Al Hoceima, Omar Boutayeb także w tym spotkaniu asystował. Zawodnik asystował w 81. minucie, a w 83. trafił do bramki, ustalając wynik. Z klubem z Casablanki zdobywał: Puchar Maroka (sezon 2016/2017), Afrykański Super Puchar (sezon 2018/2019), Afrykański Puchar Konfederacji (2018 rok) i mistrzostwo Maroka (sezon 2019/2020). Łącznie w Rai rozegrał 147 meczów (106 ligowych), strzelił 3 bramki i dziewięciokrotnie asystował.
31 stycznia 2022 roku trafił do JS Soualem.